# Laguna Santa María
A  Laguna Santa María  é uma laguna localizada no município de Sayaxché, departamento de El Petén, na Guatemala. Está situada numa altitude de 100 metros acima do nível do mar.